# 傅説
傅 説（ふ えつ）は、殷の武丁（高宗）の宰相と伝えられる伝説的な人物。伊尹や呂尚と並んで、名臣の代表としてしばしばあげられる。
星になったと言われ、星の名前にも傅説がある。尾宿に属する。

## 文献
『史記』によると、武丁がある夜、夢に「説」という名前の聖人を見たため、役人に探させたところ、傅険という名の岩屋で罪人として建築工事にたずさわっているのが発見された。傅険で見つかったので傅を姓としたという。傅説を用いることで、衰えていた殷はふたたび盛んになり、武丁は高宗とよばれるようになった。
『国語』には、武丁が夢に見た人間の姿を描いて役人に探させ、傅説を得て公となし、自分に対して諫言させたという。
『荀子』は、傅説がせむしであったと伝える。

## 清華簡「傅説之命」
『書経』に説命（えつめい）篇があるが、これは後世の偽書である。近年清華簡の中から戦国時代の本物の説命（傅説之命）が発見され、その内容は現行の説命とかなり異なっていた。それによると、傅説ははじめ失仲という人に仕えていた。殷王は傅説の夢をみて、役人に探させたところ、傅巌で城壁を築いていた傅説を弼人が発見した。天は傅説に失仲を討たせた。王は傅説を公に就任させ、訓戒を与えた。
傅説がいた場所について、『墨子』尚賢下に「北海之洲、圜土之上」と記し、『史記』殷本紀の『集解』が引く『尸子』も傅巌が「北海之洲」にあるとする。清華簡「傅説之命」にも「北海之州、圜土」と記しており、これらに合致する（圜土は監獄をいう）。